# كوك دور
كوك دور هو أحد المطاعم المصرية وقد أسس في سنة 1988 وقام بتأسيسه عمرو السعيد ويقوم بتقديم مأكولات داخل المطعم ومأكولات سريعة أيضا، وقد أسس أول فرع في القاهرة وبالتحديد في ميدان سفير وفي السنوات الأخيرة بدأ الانتشار في أقاليم مختلفة من جمهورية مصر العربية وأيضا له فروع خارج مصر بالمملكة العربية السعودية غير انه وصل عدد فروعه داخل مصر إلى 60 فرع يتميز كوك دور بأن المنيو الخاص يضم جميع الاصناف سواء لحوم أو دجاج أو سى فود أو سلطات
وما يميز كوك دور عن غيره من المطاعم ان له مخبز خاص به ومصنع لتصنيع المنتجات.
وكانت من تأسيس مجموعة شركات هريسة العقارية

## وصلات خارجية
- الموقع الرسمي